# Dieter Heuer
Dieter Heuer (ur. 8 sierpnia 1942) – wschodnioniemiecki zapaśnik walczący w stylu klasycznym.
Zajął czwarte miejsce na mistrzostwach świata w 1975; piąte w 1974. Srebrny medalista mistrzostw Europy w 1974 i brązowy w 1975; piąty w 1973 roku.
Mistrz NRD w 1969, 1970, 1972, 1974 i 1975; drugi w 1966, 1967, 1971, 1973, 1981 i 1984 roku.